# Емасте (Естонија)
Емасте (ест. Emmaste) село је у западном делу Естоније и административни центар општине Емасте у округу Хијума. Смештено је на крајњој јужној обали острва Хијума, на плитком и уском пролазу Соела који раздваја ово острво од Сареме на југу.
Према подацима са пописа становништва 2011. у селу је живело 217 становника.